# 孙道夫
孙道夫（?—?），字太冲，南宋初眉州丹棱（今四川省眉山市丹棱县）人。

## 生平
十八歲時贡辟雍。赐进士出身。累官礼部侍郎。绍兴二十八年，充任贺金正旦使，出使金国贺正旦，孙道夫自金國返，报告金国有南侵之意。宰相汤思退疑心孙道夫借故引用张浚，便把孙道夫贬知绵州（四川绵阳），不久致仕，卒，享年六十六歲。

## 延伸阅读
[在维基数据编辑]
 《宋史/卷382》，出自脱脱《宋史》